# 湘軍志
『湘軍志』（しょうぐんし）は、曽国藩が率いた湘軍の歴史を記した紀事本末体の歴史書。王闓運著。
王闓運は湘軍の将帥たちと交流があったため、曽国藩の長男の曽紀沢は彼に『湘軍志』の編纂を要請した。1877年に編纂が開始され、1881年に完成した。湖南防守編、曽軍編、湖北編、江西編、曽軍後編、水師編、浙江編、江西後編、臨淮編、援江西編、援広西編、援貴州編、川陝編、平捻編、営制編、籌餉編の十六編からなる。王闓運は「湘軍は派閥に分かれていたため、派閥内の上司と部下との関係が親しかった」「湘軍は上下の関係が強かったため、将が死ぬとその部隊は解散し、将が生き残ると部隊は存続した」などと評論している。
しかし『湘軍志』は曽国藩の弟の曽国荃によって、曽国藩と湘軍を軽侮するものとして、版木を破壊された。後に成都尊経書院の学生によって復刻された。